# Carl Gottfried Fiedler
Carl Gottfried Fiedler, auch Karl Fiedler (* 25. Februar 1813 in Nemt bei Wurzen; † nach 1850), war ein deutscher Lehrer und Autor, dessen Aufnahme in das Haan’sche Lexikon sächsischer Schriftsteller umstritten war.
Nach der Schul- und Lehrerausbildung wurde Fiedler 1832 Lehrer in Jesewitz bei Mutzschen und 1836 Lehrer in Wetteritz. Ab 1850 war er Kirchschullehrer in Körlitz bei Wurzen.

## Publikationen (Auswahl)
- Der Examinator und Examinand über die wichtigsten Gegenstände aus der Staaten- und Kirchengeschichte und Mythologie, in Frage und Antwort. Mit beigefügten Fragtabellen über die [...]. 2 Teile, Verlags-Comptoir, Grimma, 1848.[1]